# كيفن فيليبس (لاعب كرة قدم أسترالية)
كيفن فيليبس (بالإنجليزية: Kevin Phillips)‏ هو لاعب كرة قدم أسترالية أسترالي، ولد في 11 نوفمبر 1928، وتوفي في 21 سبتمبر 2018.

## وصلات خارجية
- كيفن فيليبس على موقع AustralianFootball.com (الإنجليزية)
- كيفن فيليبس على موقع AFLtables.com (الإنجليزية)